# Розарій (роман)
«Розарій» (пол. Różaniec) — науково-фантастичний роман польського письменника Рафала Косика, що вийшов у видавництві Powergraph 2017 року. 2018 року здобув премію імені Януша Зайделя, літературну премію Єжи Жулавського, а також Кубок Вакхуса за ZKF Ad Astra з Зеленої Гури. Книга поєднує в собі елементи антиутопії, а також трилеру та політичного роману, посилаючись на творчість Януша А. Зайделя.

## Сюжет
Майбутнє. Земля перестала нормально функціонувати: люди живуть у штучно створених кільцях, які є еквівалентами стародавніх міст, разом створюючи так званий «розарій». Пара Гарпардів в ньому проживає нелегально, при цьому намагаючись виховати власну доньку. Коли її викрадають, чоловік робить все, щоб повернути її, але з часом усвідомлює, як мало він значить для сил, які керують його світом.